# Ривлин, Езикииль Исаакович
Езикииль Исаакович Ривлин (1 декабря 1901 — 7 мая 1978) — советский историк и педагог, член Академии наук Белорусской ССР.

## Биография
Родился в Витебске в семье служащего. Член РКП(б) с 1919 г. Окончил Коммунистический университет имени Я. М. Свердлова (1923) и Институт красной профессуры (1927).
Примыкал к троцкистской оппозиции.
С 1928 г. проректор Белорусского университета, с 1929 г. заместитель наркома просвещения БССР, в 1931—1932 гг. заведующий сектором науки и культуры ЦК КП(б) Б, член Президиума, директор Института аспирантуры БелАН.
Академик Академии наук Белоруссии с 1931 г., профессор.
Арестован 6 марта 1933 г. Постановлением от 9 июля 1933 г. приговорен к трем годам тюремного заключения по ст. 58 п. 10. В том же году тюремное заключение заменено высылкой в Алма-Ату.
Реабилитирован 9 мая 1956 г.
В 1957—1971 гг. заведующий кафедрами литературы Кзыл-Ординского и Казахского педагогических институтов.
Автор работ по истории германской социал-демократии, учебника о преподавании русской литературы в казахских школах.
Награждён орденом «Знак Почёта» (1961), медалями.